# 联邦议会 (东德)
联邦议会（德語：Länderkammer）是德意志民主共和国1949至1952年的议会两院之一。在1952年东德行政区划改革废除州而代之以更小的大区后，该议会逐渐停止作用。1958年12月8日联邦议会被废除。而议会中的另一院——人民议会继续存在，直到1990年德国统一。

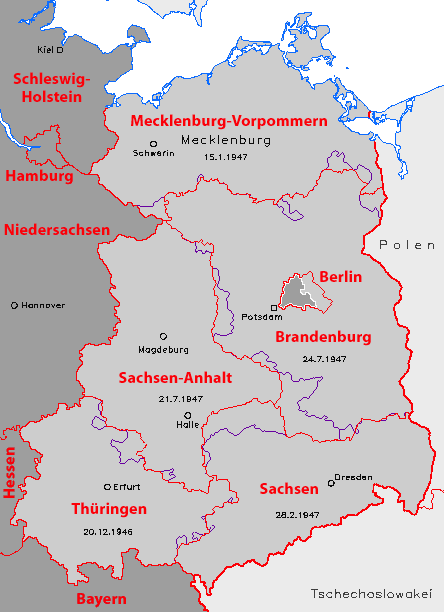
1947（灰）和1990年（红）的州界限

在西德，Länderkammer 一词有时用来表示西德的德国联邦参议院。